# I Nuovi Angeli
I Nuovi Angeli sono un gruppo musicale italiano di genere beat, famoso negli anni settanta. Hanno attraversato diversi cambi di organico e riformazioni, l'ultima delle quali risalente al 2017.

## Storia

### Gli esordi
Il complesso nasce dall'incontro tra Paki Canzi, in quel periodo attivo nel duo Paki & Paki, e tre musicisti, Alberto Pasetti, Renato Sabbioni e Ricky Rebaioli (quest'ultimo proveniente dai New Dada), che diventano il gruppo accompagnatore del duo a cui Canzi trova il nome ispirandosi ad un film di Ugo Gregoretti .
Il gruppo incide un primo 45 giri per la Durium con Una caverna (cover di I Can't Control Myself dei The Troggs) e L'orizzonte è azzurro anche per te (versione italiana di "Sunny Afternoon" dei The Kinks).
Nel 1967 il complesso partecipa a Un disco per l'estate con Guardami negli occhi e successivamente registra altri tre brani tra cui Happy Together dei The Turtles (con il titolo in italiano, Per vivere insieme e lo stesso testo già inciso nello stesso periodo da altri artisti come Jimmy Fontana, I Ragazzi del Sole, Brenda Bis e Quelli) e Piccola, con cui in autunno partecipa al festival delle Rose.
Nel 1968 il complesso dei Nuovi Angeli partecipa al Festivalbar con Questo è un addio (cover di What a Way to Die di Charles Weiss e Stephen Schlaks con il testo italiano di Andrea Lo Vecchio e Roberto Vecchioni): il brano, arrangiato da Marcello Minerbi, precede il 45 giri Piccolo cuore (cover di Piccolo Man dei Friends) con cui il quartetto si accosta alla "Bubble Gum Music" statunitense (filone reso popolare dal quartetto The Monkees che darà loro popolarità e successo).
Nella stagione teatrale 1968-1969 il gruppo partecipa alla rappresentazione dell'opera "Un quarto di vita" di Giorgio Gaslini rappresentata in prima nazionale al Teatro Regio di Parma. L'opera vede la partecipazione, tra gli altri, di Duilio Del Prete, Andro Cecovini, Edmonda Aldini, Gabriella Ravazzi, Daisy Lumini e Franca Mazzola; il gruppo partecipa anche alla realizzazione del disco (pubblicato dalla Durium nell'estate del 1969).

### Il successo
La prima canzone del complesso dei Nuovi Angeli ad entrare nelle zone alte della hit-parade è Ragazzina ragazzina del 1969 (cover di Mendocino dei Sir Douglas Quintet), brano inciso poi nello stesso anno anche dal gruppo vicentino Giuliano e i Notturni, seguita da "Il dubbio" (cover di "Carry that Weight" dei The Beatles). Con Color cioccolata, canzone semifinalista a Un disco per l'estate 1970, scritta da Edoardo Bennato per quel che riguarda la musica (ma firmata da Renato Angiolini), e da Mogol e Felice Piccarreda per il testo, arriva il successo, inaugurando una serie di hit.
Nello stesso anno viene pubblicato il primo album omonimo del quartetto, che contiene anche "Le montagne", cover di "River Deep, Mountain High" (successo di Ike & Tina Turner), e la nota "Obladì Obladà". Il gruppo prosegue il suo percorso artistico portando alla ribalta le versioni italiane di brani come "Neanderthal man" degli Hotlegs (titolo italiano: "L'uomo di Neanderthal") e partecipando al Festivalbar 1970 con "Quando Giulia tornerà".
Nel 1971 avviene la rottura con la Durium. I membri del gruppo sono delusi per la mancata partecipazione al Festival di Sanremo: la canzone, "Andata e ritorno" è già stata incisa, ma l'etichetta propende per mandare il duo Maurizio e Fabrizio al loro posto. I componenti dei Nuovi Angeli sono in contrasto con la Durium anche per motivi economici. Quando Paki ascolta da Renato Pareti il provino della canzone che diventerà il loro simbolo, cioè "Donna felicità", decidono dunque di risolvere il contratto con la loro casa discografica per passare alla PhonoGram che, per non rischiare uno scontro con la Durium, fa pubblicare il brano dall'etichetta CAR Juke Box di Carlo Alberto Rossi, da essa distribuita. "Donna felicità" inaugura la collaborazione del quartetto con Renato Pareti e Roberto Vecchioni, autori del brano insieme ad Andrea Lo Vecchio. La canzone partecipa a Un disco per l'estate 1971 piazzandosi al secondo posto della classifica del Festivalbar vendendo successivamente un milione e mezzo di copie. In quello stesso anno il complesso intraprende la prima tournée internazionale negli Stati Uniti d'America e in Canada debuttando alla televisione americana come ospite del programma The Ed Sullivan Show. "Donna felicità" verrà incisa anche in spagnolo ("Dona felicidad") e diverrà un successo anche in Paesi quali Spagna, Argentina, Messico. Di questo brano esiste anche una versione cantata in inglese pubblicata in Francia su 45 giri.
La Durium, pentita di non aver più nella sua scuderia il complesso dei Nuovi Angeli che ha appena ottenuto un considerevole successo commerciale, per sfruttare il momento favorevole, pubblica due singoli; dapprima un 45 giri con materiale inedito, "Sole, buonanotte" e "Le cose di sempre", poi "Il battello Mary" ("Proud Mary" dei Creedence Clearwater Revival), che porta sul retro la già nota "Giorno per giorno". Sempre sull'onda del successo del gruppo, nel luglio 1971 la Durium pubblica un album, sostanzialmente una antologia contenente i singoli da "Ragazzina ragazzina" in poi, che verrà pubblicato con il titolo I successi dei Nuovi Angeli nella versione a 33 giri e Sole buonanotte! nella versione in audiocassetta.
Il grande successo viene bissato col primo brano pubblicato a dicembre 1971 per la nuova casa discografica, la Polydor, cioè "Uakadì Uakadù" (traduzione di Roberto Vecchioni di un brano francese, "Wakadi wakadou" di Daniel Popp), che porta ai membri del quartetto il premio "Complesso Europeo dell'anno" per l'alto numero di dischi venduti. Infatti, grazie alla casa madre della Polydor (ovvero la PhonoGram), i dischi del gruppo conosceranno un'ampia diffusione all'estero, su etichetta Philips. Intanto, sulla scia dei successi precedenti, il complesso dei Nuovi Angeli viene iscritto al 22º Festival di Sanremo con il brano "Singapore" (composto da Renato Pareti su testo di Roberto Vecchioni) che viene bocciato dalla commissione artistica. Di conseguenza la casa discografica ripiegò su Un viaggio in Inghilterra, che si piazzò all'ultimo posto.
Nel maggio 1972 viene pubblicato, ancora su etichetta CAR Juke Box, un singolo che porta sulla facciata A Il re buono, canzone scritta da Giorgio Gaber e Giuseppe Tarozzi, mentre sulla facciata B si trova "Andata e ritorno" (il brano presentato all'edizione precedente del festival di Sanremo). Il disco venderà pochissime copie, ma il grande successo ritornerà a Un disco per l'estate 1972, manifestazione a cui il complesso partecipa con "Singapore" (il brano scartato a Sanremo 1972) che verrà inciso per i mercati esteri anche in inglese col titolo di "Angelina" (sul retro del singolo trova posto "Just another sunday", tradotto in italiano con il titolo "Il mondo di papà"), raggiungendo un buon successo di vendite (da ricordare che in Germania, il complesso Pegasus ne fece una versione in tedesco, "Gluck und Liebe", che arrivò al vertice della hit-parade). Il successo, seppur minore, viene confermato poi dal singolo "Troppo bella (per restare sola)" (ancora una traduzione di Vecchioni di "Trop belle pour rester seule" di Ringo Willy-cat).
Nel 1973 il complesso dei Nuovi Angeli partecipa a Un disco per l'estate con la canzone dal titolo "La povera gente", scritta da Ricky Gianco e Gian Pieretti, che però spiazza il pubblico in quanto decisamente non in linea rispetto alle ultime incisioni. Forse presagendo il destino di questo disco, per la stessa estate il gruppo, sotto lo pseudonimo "La tribù di Benadir" (da via Benadir, la strada di Milano in cui aveva sede la loro casa discografica) incide anche un 45 giri con due cover di brani stranieri, "Kuku-ui kuku-ue", con sul lato B "Hey, hey"; all'estero il disco verrà distribuito senza "copertura". Il successo ritorna con "Anna da dimenticare" (musica di Renato Pareti, su testo di Paolo Limiti) che ottiene un ottimo piazzamento a Canzonissima e resta 28 settimane in hit parade. Nello stesso anno il quartetto gira anche una serie pubblicitaria televisiva per Carosello, sponsorizzata dalla casa produttrice di spumanti Gancia, eseguendo alcune canzoni di successo del proprio repertorio.
Nel 1974 il quartetto partecipa nuovamente a Un disco per l'estate con "Carovana", che si piazzerà in finalissima; nello stesso anno viene pubblicato il concept album Stasera clowns, una storia autobiografica in otto canzoni interamente scritte da Vecchioni e Pareti e arricchite dall'Orchestra del Teatro "Alla Scala", diretta e arrangiata da Paki Canzi; le armonie e le melodie sono ricercate ed eseguite con maestria e i testi raccontano la vita vista dalla parte degli artisti, denominati come "Quei clowns che sono costretti ogni giorno a mettersi una maschera per far divertire il pubblico". Per problematiche interne alla Polydor, la loro casa discografica, il disco non viene distribuito in maniera adeguata; tuttavia diverrà una rarità discografica e verrà ripubblicato in CD solo nel 2006 insieme ad una antologia dei successi degli anni settanta edita dalla Universal.
Nel 1975 è la volta di "Bella idea", brano che partecipa a Un disco per l'estate trovando un buon piazzamento nella finalissima, anche se a livello di vendite non ottiene il successo sperato.
Per il complesso dei Nuovi Angeli comincia a profilarsi in questo periodo un lento declino, che allontana il quartetto dai vertici delle classifiche di vendita e che causa, inoltre, alcuni ri-assetti della formazione.
Nel 1976 il gruppo pubblica Mamma Luna, mentre l'anno successivo viene pubblicato il singolo "Piccoli amanti", che ottiene uno scarso riconoscimento.
Nel 1978 il batterista Mauro Paoluzzi lasciò la formazione e venne sostituito da Valerio Liboni. Sia come sia, il quartetto sembra orientato a produrre canzoni per bambini, come "Angelo Balù", "Puà" e altre che hanno poco a che fare con i successi degli anni precedenti.

### 1980-2001.
Gli anni ottanta sono un decennio dolente per molti artisti italiani. L'ondata New Romantics invade anche l'Italia e, a fronte di molti artisti del cosiddetto "romantico mediterraneo" che cessano la propria attività, altri sono costretti a ridimensionarla sotto i colpi delle batterie elettroniche e dei sintetizzatori inglesi. Per il complesso dei Nuovi Angeli si chiude una stagione di successi e la compagine, che trova in Paky Canzi l'unico reduce della formazione originale, procede a fasi alterne la sua attività avvalendosi di musicisti turnisti. Nel 1987 viene pubblicata una antologia dal titolo Al ventesimo anno nella quale partecipa anche la moglie di Canzi, l'ex-conduttrice di "Pop Corn" Alessandra Raya, e il chitarrista torinese Marco Bonino. Tra i brani inediti del disco vi è "Voi del '96", composta da Marco Bonino e Pasquale Canzi, e un'interpretazione di Samarcanda di Vecchioni. Bonino viene successivamente sostituito da Dave Sumner, ex-chitarrista dei Primitives di Mal. Ancora due singoli: Soli soli/Tete a tete (1987) e Bella questa storia/Uno strano carnevale (1989).
Nel 1990 la Five Record pubblica l'antologia Voliamo ancora; Paki Canzi, comunque, porta avanti il nome del gruppo avvalendosi di musicisti turnisti. Fra il 1995 e il 2001 fanno la loro apparizione sul mercato discografico sette album antologici: Una storia che continua (RTI music) e Donna Felicità e le altre (Polydor) entrambi pubblicati nel 1995; Il meglio (DV More Record) pubblicato nel 1996; Live (album autoprodotto, 1999), Canta Italia (Green Records) e I grandi successi originali (riedizione de Al ventesimo anno), entrambi pubblicati nel 2000; 30 anni di Donna Felicità (Joker), pubblicato nel 2001.

### Riunione e ultimi anni
Nel 2006, dopo innumerevoli dischi antologici di vecchi successi reinterpretati e versioni diversamente arrangiate, la Universal pubblica una antologia "definitiva" dal titolo I Nuovi Angeli contenente i successi del quartetto originale e un secondo disco con l'album "perduto" del 1973 Stasera clowns e una traccia ROM contenente i filmati dei caroselli per la pubblicità della "Gancia" girati a inizio anni settanta.
Per l'occasione Alberto Pasetti e Renato Sabbioni si riuniscono a Paki Canzi per una serie di concerti. In seguito i membri originali del gruppo si ritrovano a discutere una possibile ricostituzione del nucleo delle origini ma il 22 gennaio 2010 il progetto si arena definitivamente per la sopraggiunta dipartita del chitarrista Alberto Pasetti. 
Nel 2016 il gruppo, ormai prossima al compimento del 50º anniversario, partecipa a diverse trasmissioni Rai; sul mercato fa la sua apparizione un album pubblicato dall'etichetta Atmosfera Vintage. Il disco, dal titolo Tete à tete con i Nuovi Angeli (Al 50º anno), contiene nuovi rifacimenti dei successi passati, oltre alcuni inediti.
Nel 2017 il complesso dei Nuovi Angeli è nominalmente in attività grazie ai concerti del pianista-cantante Paky Canzi coadiuvato da musicisti turnisti; gli anni successivi, gravati dalla diffusione e dalle relative conseguenze della pandemia del COVID-19, fiaccheranno ulteriormente l'attività promossa ormai dal solo Paky Canzi, unico membro storico rimasto a portare in giro le canzoni del repertorio del complesso.

## Formazione
Formazione attuale
- Paki Canzi: pianoforte, voce (1963-1978, 2005-in attività)
- Aldo Valente: tastiere e voce (1981-1985, 2015-2017, 2018-in attività)
- Marco Bonino: chitarra e voce (1984-1989, 2006-in attività)
- Vanni Comotti: batteria, percussioni e voce (2018-in attività)
- Formazione 2007 - 2009
- Paki Canzi: pianoforte e voce
- Valentina Ferri: voce
- Enzo De Angelis: tastiere e cori
- Marco Bonino: chitarra e cori
- Manuel Pino: basso
- Rocco Salzano: batteria

Formazione storica (1965-1978)
- Paki Canzi: pianoforte, voce
- Alberto Pasetti (n.1946 - m.2010): voce, chitarra
- Renato Sabbioni: basso
- Riki Rebaioli: batteria (1965-1966)
- Silvano Travenzollo: batteria, voce (1966-1971)
- Mauro Paoluzzi: batteria (1971-1978)

## Discografia

### Album

#### Album in studio
- 1969 - I Nuovi Angeli (Durium, ms AI 77214)
- 1969 - Un quarto di vita (Durium, ms AI 77220; con Giorgio Gaslini ed Edmonda Aldini)
- 1971 - Sole buonanotte! (Durium, St. 8 A. 20.015; versione su cartuccia Stereo 8 dell'album precedente)
- 1972 - I Nuovi Angeli (Polydor, 2448 005)
- 1972 - Uakadi Uakadu (Philips Records, 6323 016)
- 1973 - Troppo bella per restare sola (Philips Records, 6323 024)
- 1974 - Anna da dimenticare (Polydor, 2448 021)
- 1974 - Stasera clowns (Polydor, 2448 033)
- 1976 - Nuovi Angeli (Durium, ms BL 7116)
- 1989 - I Nuovi Angeli (Yep Record, YLP 14)

#### Raccolte
- 1971 - I successi dei Nuovi Angeli (Durium, ms A 77280)
- 1972 - I Nuovi Angeli (Durium, ms A 55001)
- 1973 - Troppo bella per restare sola & other hits (Philips Records, 62 610) - pubblicato in Austria
- 1987 - Color cioccolata (Durium, DaI 1537)
- 1987 - Al ventesimo anno (Dischi Ricordi - Orizzonte, ORL 8859)
- 1990 - Raccolta di successi' (Bebas Record, SMC 264)
- 1990 - Voliamo ancora (Five Record, FM 13669)
- 1995 - Una storia che continua (RTI Music, EP 7009-2)
- 1995 - Donna Felicità e le altre (Polydor, 523 690-2
- 1996 - Il meglio (DV More Record, DV 5876)
- 1998 - Le più belle canzoni de: I Nuovi Angeli (Polydor, 539 535-2
- 2000 - Canta Italia (Green Records, GRCD 6230)
- 2000 - I grandi successi originali (Ricordi, 74321754682 (2))
- 2001 - 30 anni di donna Felicità - 1971-2001 (Joker (casa discografica), CD 22222 DDD)
- 2001 - Donna Felicità (Itwhy, FCD 2121)
- 2005 - Il meglio di I Camaleonti & I Nuovi Angeli (Joker (casa discografica), CD 7509)
- 2006 - Anni '70/Stasera clowns (Universal, 9853627)
- 2008 - I Nuovi Angeli – The Collection (Pull Music, SRCD 6255)
- 2010 - Donna Felicità, Singapore e tante altre (SMI)
- 2012 - C'è ancora posto in paradiso (Klasse Uno Edizioni)
- 2015 - Greatest Hits (Klasse Uno Edizioni)
- 2016 - Tete à tete con i Nuovi Angeli (Al 50º anno) (Atmosfera Vintage)

#### Album dal vivo
- 1999 - Live (Duck Records)
- 2008 - Live (Saar, 068 CDBU)
- 2011 - DVD Live Show (SMI)

### Singoli
- 1966 - L'ora più lunga/Mai e mai crederò (La Voce del Padrone, mq 2040; inciso con la denominazione Paki & Paki e i Nuovi Angeli)
- 1966 - Una caverna/L'orizzonte è azzurro anche per te (Durium, qca 1377)
- 1967 - Guardami negli occhi/Ascoltami amico (Durium, Ld A 7510)
- 1967 - Per vivere insieme/Lonely Street anche come (Durium, Ld A 7517) Happy Together/Lonely Street (Durium, Ld A 7511)
- 1967 - Per vivere insieme/Stelle di città (Durium, Ld A 7517; stesso numero di catalogo e lato A del precedente)
- 1967 - Piccola/L'importante è (Durium, Ld A 7530)
- 1968 - Questo è un addio/Il momento più bello (Durium, Ld A 7552)
- 1968 - Questo è un addio (What A Way To Die) / Prega prega (split album con Little Tony)
- 1968 - Piccolo cuore/Hello, come stai (Durium, Ld A 7597)
- 1969 - Ragazzina ragazzina/Non c'è bisogno di piangere (Durium, Ld A 7622)
- 1969 - Il dubbio/Giorno per giorno (Durium, Ld A 7662)
- 1970 - Color cioccolata/Dirò di no (Durium, Ld A 7673)
- 1970 - L'uomo di Neanderthal/Quando Giulia tornerà (Durium, Ld A 7680)
- 1971 - Donna Felicità/Okay, ma sì va là (CAR Juke Box, CRJ NP 1062)
- 1971 - Sole, buonanotte/Le cose di sempre (Durium, Ld A 7716)
- 1971 - Il battello Mary/Giorno per giorno (Durium, Ld A 7746)
- 1971 - Uakadi uakadù/Tira e molla (Philips Records, 6025 046)
- 1972 - Il re buono/Andata e ritorno (CAR Juke Box, CRJ NP 1072)
- 1972 - Un viaggio in Inghilterra/La scatola rosa (Polydor, 2060 029)
- 1972 - Singapore/Il mondo di papà (Polydor, 2060 032)
- 1972 - Troppo bella (per restare sola) (Trop belle pour rester seule)/Un gatto ubriaco (Polydor, 2060 041)
- 1973 - La povera gente/Un bambino, un gabbiano, un delfino, la pioggia e il mattino (Polydor, 2060 046)
- 1973 - Kuku-ui Kuku-ue/Hey, hey!, inciso con lo pseudonimo "La tribù di Benadir" (Polydor, 2060 055)
- 1973 - Anna da dimenticare/Il cuscino bianco (Polydor, 2060 059)
- 1974 - Carovana/Trighe contro trighe (Polydor, 2060 071)
- 1975 - Stanza dei miracoli/Stasera clowns (Polydor, 2060 092)
- 1975 - Bella idea/La certezza (Polydor, 2060 099)
- 1976 - Mamma luna/Teresa la vispa (Polydor, 2060 120)
- 1977 - Piccoli amanti/Gira il luna park (Warner Bros. Records, T 16897)
- 1978 - Non piange Ringo Starr/Nonna papera (Cinevox, sc 1111)
- 1979 - Now (dalla colonna sonora del film Controrapina), sul retro: The loner di Paolo Vasile (Cinevox, MDF-122)
- 1980 - Angelo Balù/Formula strampalata (New Angels Record, NWR 700)
- 1984 - Io sto bene con te/Medley (Five Record, FM 13022)
- 1984 - Puà/E non mollare mai (Five Record, FM 13051)
- 1987 - Voi del '96/Cuori antipatici (Dischi Ricordi, SRL 11048)
- 1988 - Soli soli/Tete a tete (Bubblegum, PKY 078)
- 1989 - Bella questa storia/Uno strano carnevale (Yep, YNP 998)
- 1993 - Donna felicità/Ragazzina (Discomagic, 906)